# Jane Spencer, Baroness Churchill

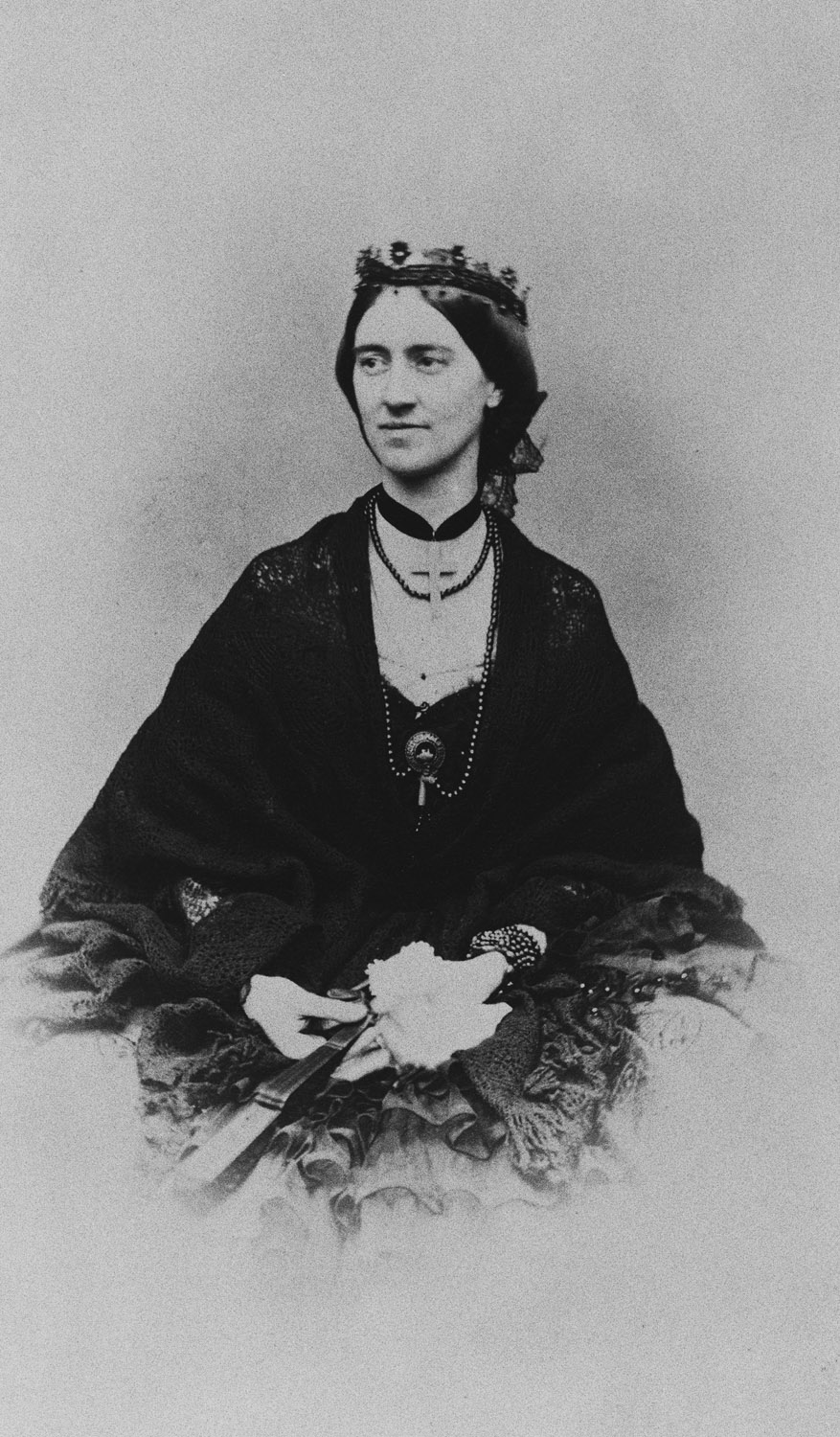
Jane Spencer, Baroness Churchill, in Darmstadt, 1862

Jane Spencer, Baroness Churchill (geborene Conyngham, * 1. Juni 1826; † 24. Dezember 1900 in Osborne House, Isle of Wight) war eine britische Aristokratin und Gefährtin von Königin Victoria.

## Leben
Sie war eine Tochter des Generals Francis Conyngham, 2. Marquess Conyngham, aus dessen Ehe mit Lady Jane Paget, einer Tochter von Henry Paget, 1. Marquess of Anglesey. Als Tochter eines Marquess ab 1832 das Höflichkeitsprädikat Lady.
Am 19. Mai 1849 heiratete sie Francis George Spencer, 2. Baron Churchill (1802–1886) und führte als dessen Gattin fortan den Höflichkeitstitel Baroness Churchill. Sie hatten zusammen ein Kind, Victor Spencer, 1. Viscount Churchill (1864–1934).
Von 1854 bis zu ihrem Tod hatte sie für Königin Victoria das Hofamt einer Lady of the Bedchamber inne. Die Victoria zeichnete sie als Lady dritter Klasse des Royal Order of Victoria and Albert aus.
Im Jahr 2017 wurde sie im Film Victoria & Abdul von Olivia Williams gespielt.